# Eugen Dobroiu
Eugen Dobroiu (n ???? - d ????) a fost un autor și traducător român, specialist în filologie clasică, profesor la Facultatea de Litere din cadrul Universității din București.

## Publicații
- Curs de istoria limbii latine, Editura Universității București, 1994